# Johann Friedrich Kullmann
Johann Friedrich Kullmann (* 17. Juni 1825 in Dillingen im Hochtaunuskreis; † 17. November 1900 in Schlierbach) war ein deutscher Gutsbesitzer und Abgeordneter des Kurhessischen Kommunallandtages des preußischen Regierungsbezirks Kassel.

## Leben
Johann Friedrich Kullmann war der Sohn des Landwirts Johann Heinrich Kullmann und dessen Gemahlin Elisabetha Katharina Koch. Er betrieb die von seinem Vater übernommene Landwirtschaft. Als Vertreter der höchstbesteuerten Grundbesitzer und Gewerbetreibenden erhielt er 1875 in indirekter Wahl ein Mandat für den Kurhessischen Kommunallandtages des Regierungsbezirks Kassel. Dem Parlament gehörten 64 Abgeordnete an, davon 16 aus dem erblichen Adel. Mit der Gesetzesreform 1848 wurden diese durch die Vertreter der höchstbesteuerten Grundbesitzer und Gewerbetreibenden abgelöst. Kullmann blieb bis 1879 im Parlament und war Mitglied des Legitimationsprüfungs- und des Eingabenausschusses.